# Nossa Senhora do Monte (Cap Verd)
Nossa Senhora do Monte és una vila a la part occidental de l'illa Brava a l'arxipèlag de Cap Verd. És envoltada de muntanyes i prop hi ha Monte Fontainhas. Va ser fundada el 1826, i uns anys més tard es va convertir en seu episcopal. En 1862 Nossa Senhora do Monte esdevingué lloc de pelegrinatge. Al poble hi ha una església de peregrinació catòlica i l'Església Adventista més petita. Es pot arribar des de Nova Sintra amb autobusos "Aluguer".

## Galeria

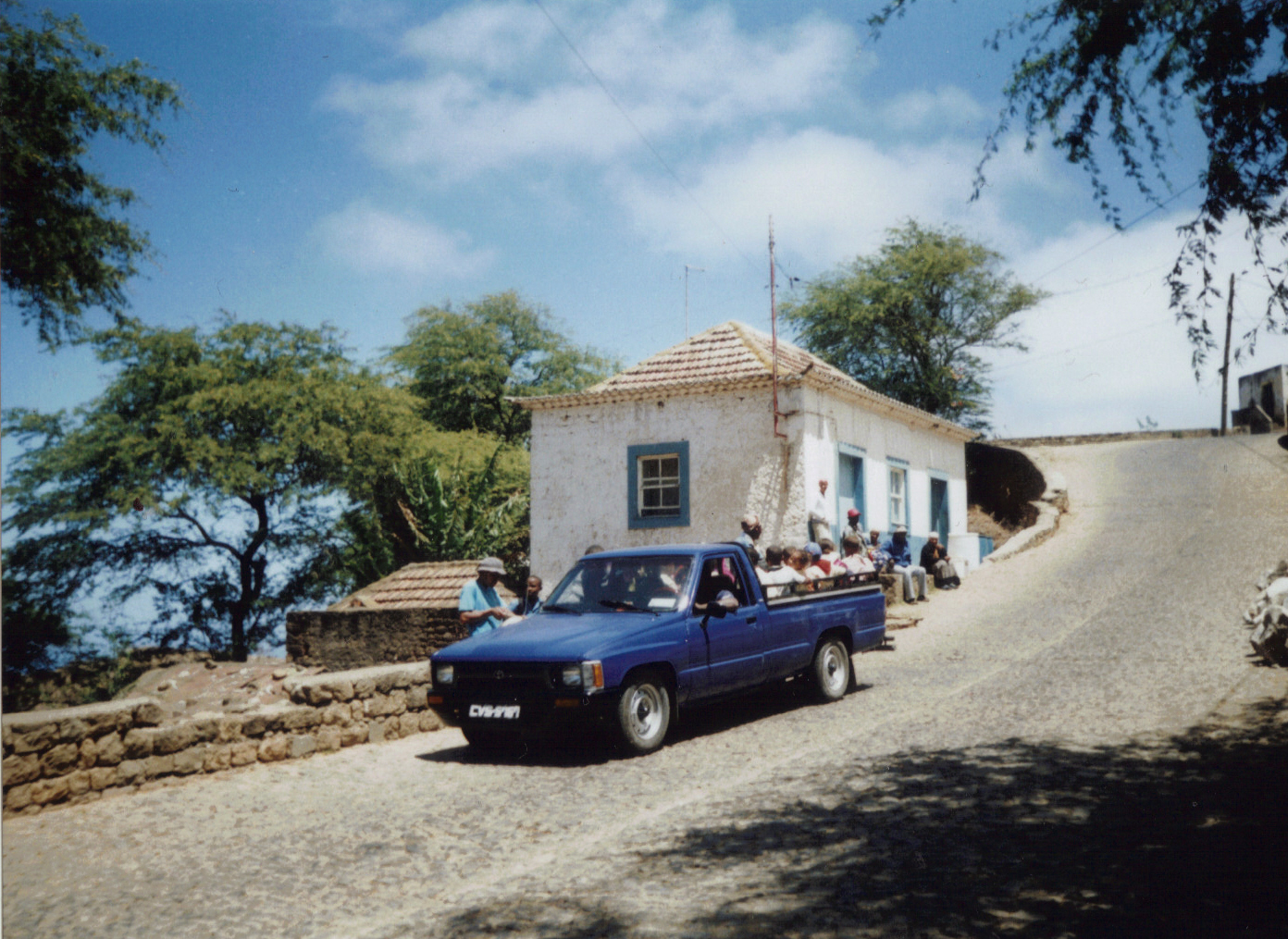
Autobus "Aluguer" a Nossa Senhora do Monte.
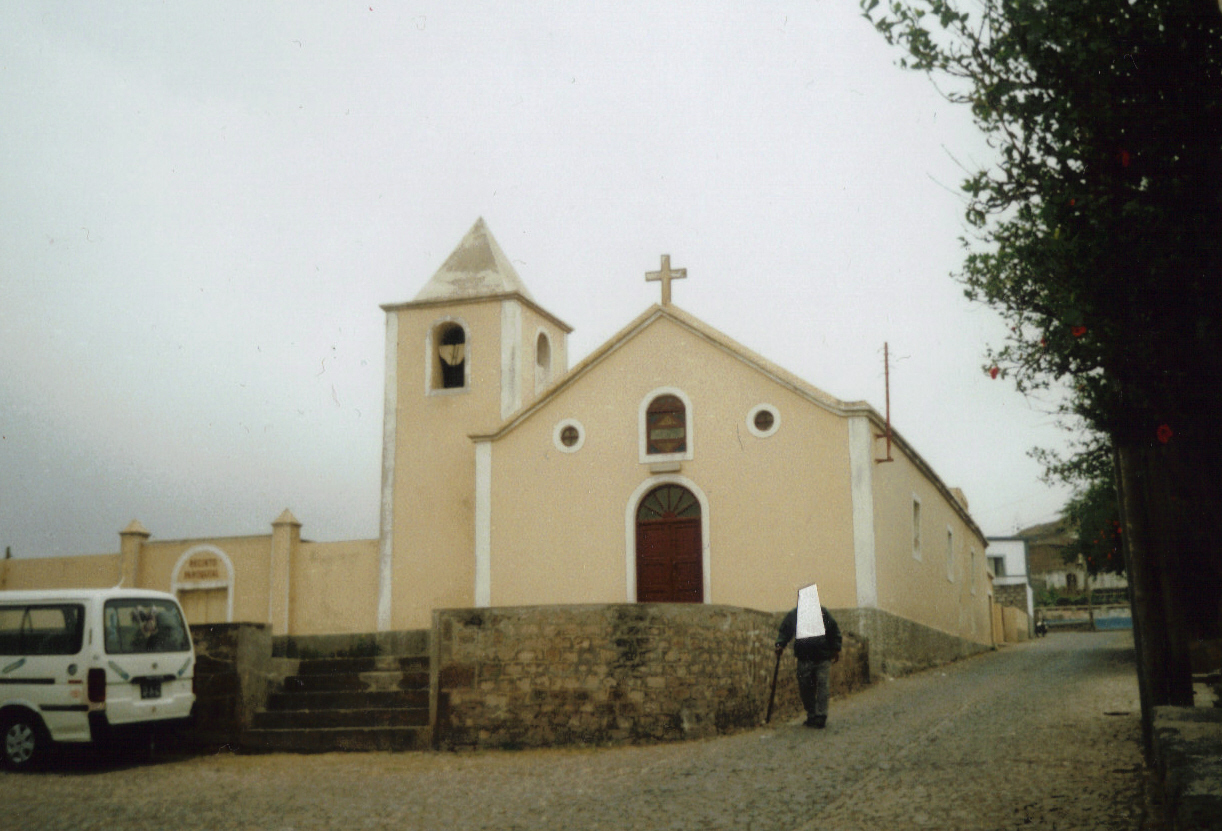
Església de Pelegrinació
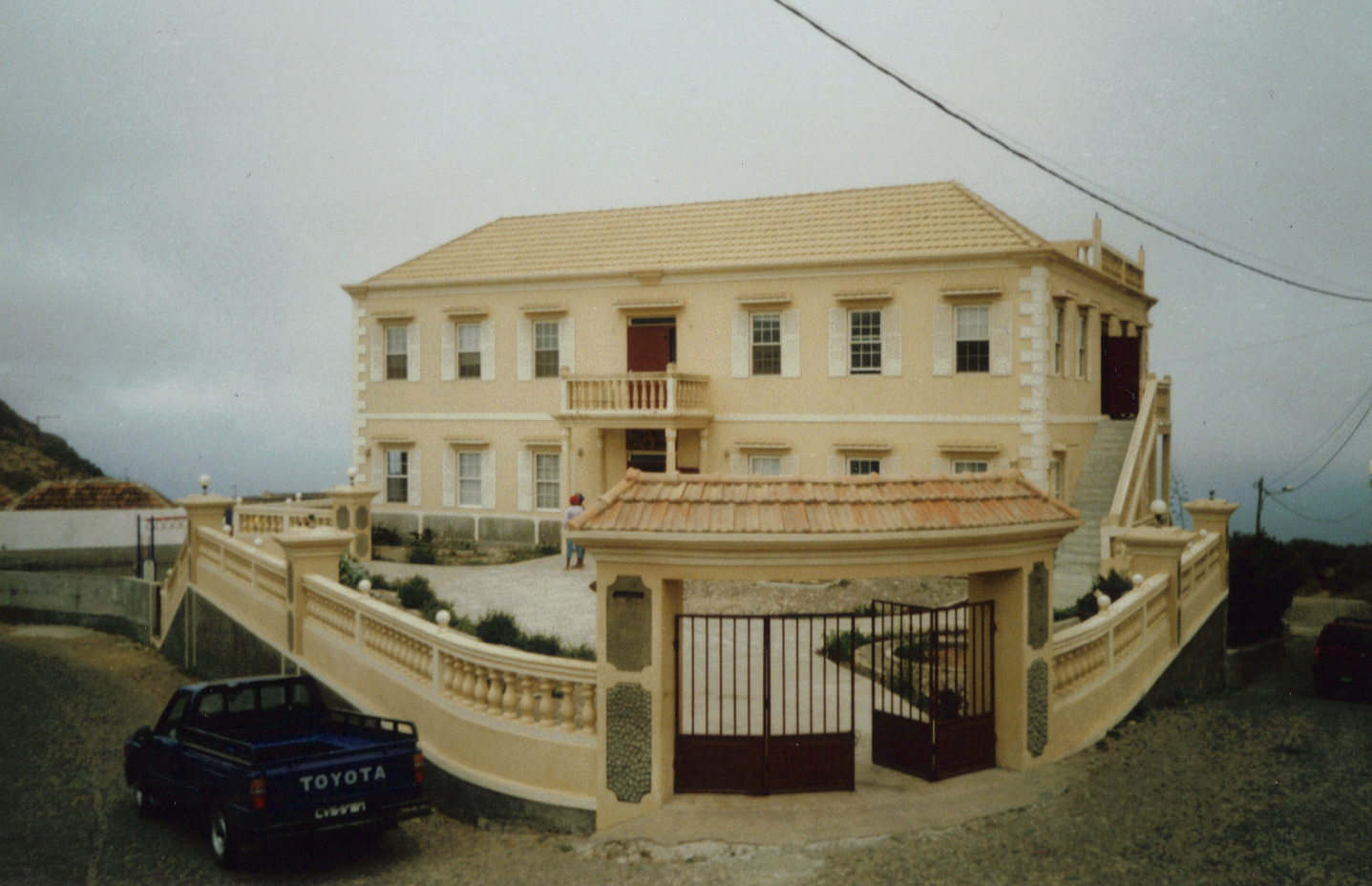
Escola
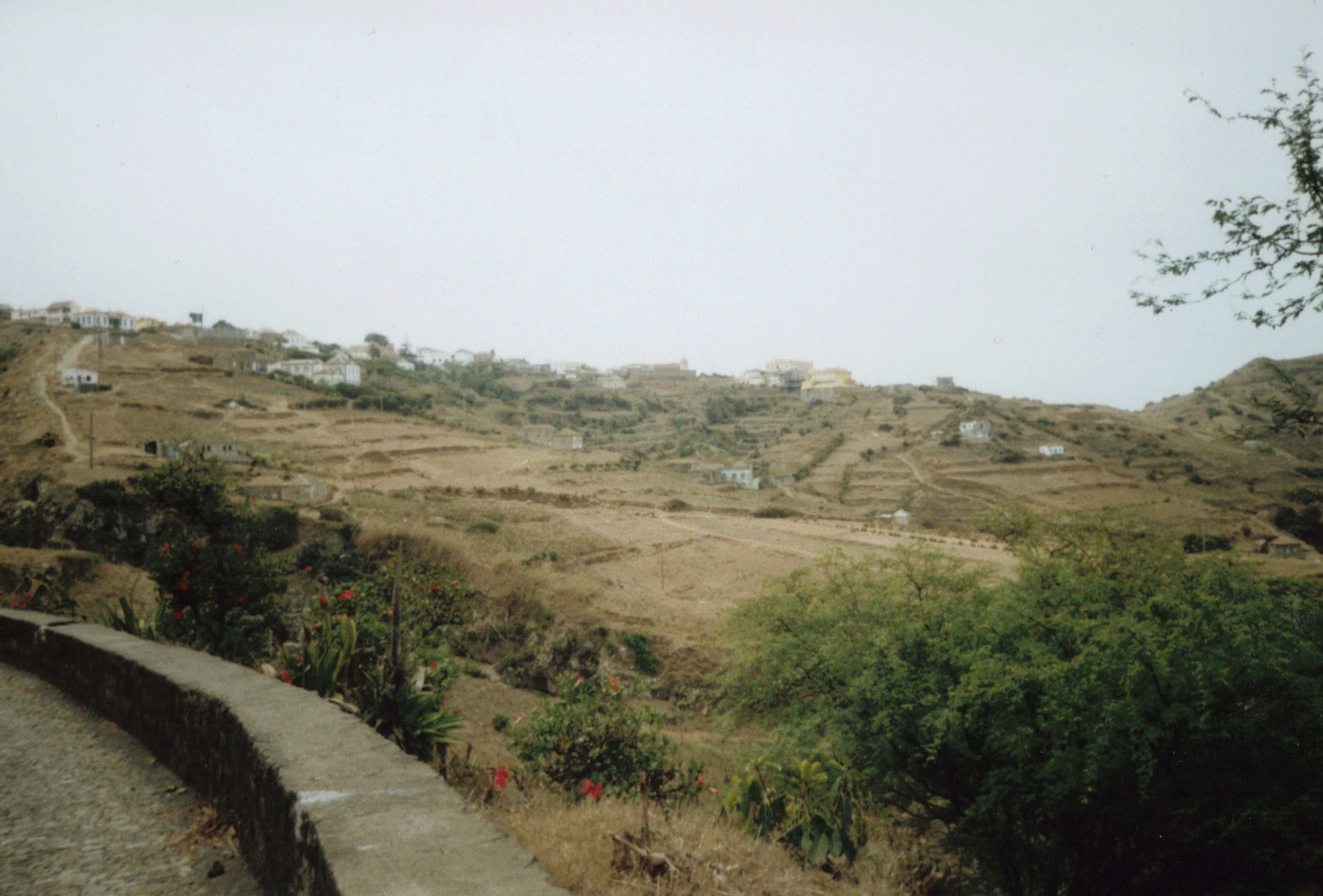
Vista genereal del nord